# Victorio Fernández Lascoiti Fourquet
Victorio Fernández Lascoiti y Fourquet (Oviedo, 27 d'octubre de 1810 – Madrid, 26 de maig de 1878) va ser un hisendista i polític espanyol, ministre durant el regnat d'Isabel II d'Espanya.

## Biografia
Va ingressar en la Hisenda en 1830 com escrivà de planta de la Comptaduria de Rendes del Partit d'Alcalá de Henares, veritable viver de diversos ministres del període isabelí. En 1835 ascendeix a oficial de tercera, i va restar en la mateixa destinació fins a 1837 en què passa a l'Administració especial de Duanes de Madrid. Fou nomenat secretari de la Intendència de Rendes de Santander en 1840, passa després a la de Valladolid. Després va ser successivament Subsecretari d'Hisenda, president del Tribunal de Comptes i governador del Banc d'Espanya.
Va ser també dues vegades  ministre d'Hisenda; a l'octubre de 1857 la primera, any en què fou elegit diputat per Medina de Pomar. La segona va ser entre octubre de 1863 i gener de 1864, en el gabinet de Manuel Pando Fernández de Pinedo. En la seva trajectòria legislativa figura com a senador vitalici en 1863 al final de la seva carrera. Va contreure matrimoni amb Jacinta Sancha y Herrera, natural de Lerma. Fou comanador de Número de la Reial i Distingit Orde Espanyol de Carles III.